# شباب التلة

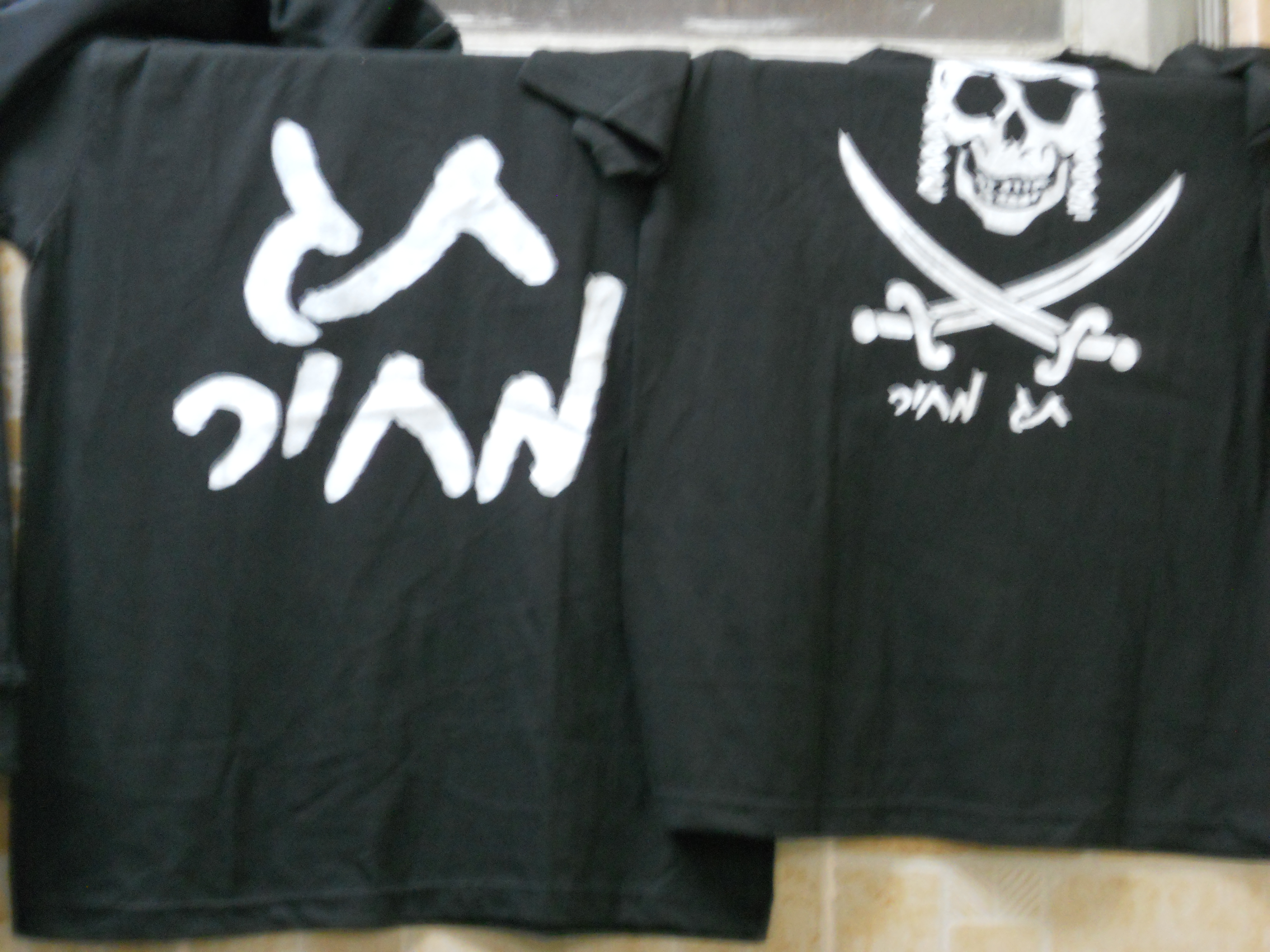

شباب التلال (بالعبرية: נוער הגבעות‏) هي مجموعة استيطانية صهيونية متطرفة يعيش معظم أعضائها بؤر استيطانية في الضفة الغربية المحتلة، ويسكنون في مزارع ومبانٍ منفردة ضمن مناطق مفتوحة خارج المستوطنات الرسمية. يؤمن أتباع المجموعة بـ«أرض إسرائيل الكبرى» ويتبعون ايديولوجية كاهانية، ويعتبرون الفلسطينيين دخلاء عليها يجدر طردهم، وينفذون هجمات ضد فلسطينيين. يبلغ تعدادهم المئات وينتظمون في خلايا صغيرة، ومن هذه الأوساط انطلقت جماعة «تدفيع الثمن» الإرهابية.

## أصل التسمية
في 16 نوفمبر 1998، حث وزير الدفاع الإسرائيلي آنذاك أرييل شارون، شباب المستوطنين على «الاستيلاء على قمم التلال»، في ما اعتبر إعلانا يرمي إلى إحباط محادثات السلام، ولا سيما تنفيذ اتفاقية واي ريفر الذي أبرمها منافسه السياسي بنيامين نتنياهو مع السلطة الوطنية الفلسطينية،  مضيفا:
""ينبغي على كل شخص هناك أن يتحرك ويركض، أن ينتزع المزيد من التلال ويوسع المنطقة. كل ما يتم الإمساك به سيكون بين أيدينا، كل ما لا نمسك به سيكون في أيديهم"." 

## عن المجموعات
شباب التلة هي مجموعات من المستوطنين توصف إسرائيليا بأنها «جماعة غير منظمة على نحو محكم، وفوضوية التفكير»، تضم نحو عدة مئات من الشباب حول نواة صلبة من عشرات النشطاء العنيفين الذين يُشار إليهم غالبًا بتأسيسهم بؤر استيطانية غير قانونية / متنازع عليها خارج المستوطنات القائمة.
ينتمي أفراد هذه المجموعات إلى ينتمون إلى تياراتٍ وحركات شعبويّة عنصرية مختلفة، مثل حركة «أرض إسرائيل» بزعامة الحاخام أفراهام ساغرون وحركة «درب الحياة» بقيادة الحاخام إسحق غينزبورغ وحركة «نواة المدينة العبرية» برئاسة مائير بارتلر، ويشتركون.يشتركُ أفراد هذه المجموعات في جذورهم الأيديولوجية التي تعودُ إلى تيار الصهيونيّة الدينيّة، ويجمعهم إيمانٌ بالسيادة المطلقة لليهود على فلسطين، والحلم بإقامة «مملكة داوود» عليها، وهو ما لن يتم باعتقادهم دون تعزيز وجودهم على الأرض وفرضهم لأمرٍ واقعٍ من خلال الاستيطان ومصادرة الأراضي والعنف حتى «يتسنّى للرب مساعدتهم في الخلاص»،
وبنظر شباب التلال فإن الفلسطينيين «يغتصبون الأرض المقدسة» ويجب طردهم. وقد أدان أعضاء سابقون في الحكومة الإسرائيلية هذه الحركة، حيث وصفها وزير الدفاع الإسرائيلي السابق إيهود باراك بـ «إرهاب محلي الصنع وإرهاب يهودي الصنع».
يعتبر أفراد هذه المجموعات أنفسهم منفصلين عن المؤسسات الإسرائيلية ويعرفون عن أنفسهم بأرض إسرائيل، ويرى كثيرون منهم أن حركة المستوطنين الرئيسية قد فقدت طريقها، واختارت السكن الرخيص بالقرب من المدن الرئيسية، الذي بني من قبل العمالة العربية المحلية، مع أسوار طويلة ودون وجود مساحة بين منازلهم. يدعو أعضاء المجموعات نبذ العمالة الفلسطينية لصالح العمل العبري «أفودا إيفريت»، ويشارك بعضهم في مشاريع لزراعة منتجات عضوية في الأراضي المستولى عليها تشكل جزء مهما من «المنتجات العضوية» في إسرائيل.
ولكن وفقًا لما قاله عامي بيداهزور فإن عملهم في إنشاء البؤر الاستيطانية غير القانونية لم يكن مجرد نتيجة مبادرات فردية، بل كانت «أسطورة زرعها مجلس يشع»، وتشكل في الواقع جزءًا من إستراتيجية أوسع نطاقًا للمستوطنين. يعتبر خبير الإرهاب الأمريكي دانيال بيمان مصطلح «شباب التلة» تسمية غير دقيقة، حيث أن الحركة تأسست في الغالب من قبل المتزوجين في منتصف العشرينات من العمر.
بلغت أعدادهم وفقا لتقديرات عام 2009 حوالي 800، مع وسط من المتعاطفين يضم نحو الـ 5000 آخرين في نظرتهم الإيديولوجية.

## نشاطات المجموعة
يتركَّز نشاط المجموعات على مسارين أساسيين: الاعتداءات على الفلسطينيين وممتلكاتهم وبناهم التحتية، سرقة الأراضي لإقامة البؤر الاستيطانية.
تتلخص آلية عملهم بالاستيلاء على الأرض بطرق غير رسمية، ويحتلون في العادة بقمة تل من خلال إقامة معسكر عليها بحماية الجيش، والمطالبة بالأراضي المجاورة، سواء كانت تحت الزراعة الفلسطينية أم لا، والبدء باقتلاع الأشجار الفلسطينية وإطلاق النار لتهديد أي فلسطيني يقترب من البؤرة الاستيطانية الجديدة.
نفّذت هذه المجموعات عدة هجمات بإعداد وتنظيمٍ مسبق، تاركة وراءها شعاراتٍ تعبّر عن دوافعهم الأيديولوجيّة، مثل «الموتُ للعرب»، و«إما الطرد أو الموت»، و«اليهود لا يسكتون»، و«الموت للقتلة». ويطلق على هذه الاعتداءات في العادة تعبير «تدفيع الثمن»، وهو مصطلحٌ بدأ استخدامه منذ عام 2008 تقريباً، ويشير إلى استهداف الفلسطينيين وممتلكاتهم انتقاما للبؤر الاستيطانية غير المرخص بها التي هدمها الجيش الإسرائيلي.

وقد اتُهم أعضاء مرتبطون بالجماعة بالتورط في عنف المستوطنين، بما في ذلك تخريب المدارس الفلسطينية  والمساجد  وسرقة الأغنام من قطعان الفلسطينيين واستئصال بساتين الزيتون التي تعود إلى قرون، أو سرقة محاصيل الزيتون. هذه الممارسة الأخيرة أيدها الحاخام مردخاي إلياهو في زيارة لبؤرة استيطانية أعلى تل حفات جلعاد، حيث أصدر حكمًا حاخاميًا بأن
«الأرض التي تُزرع عليها الأشجار هي ميراث للشعب اليهودي، وثمار زرع الغوييم (goyim: مصطلح يطلق على غير اليهود، ويقصد به عادة معنى ازدرائي) تم زرعها في أرض ليست لهم».
وقد نفذ المستوطنون في الاعوام من بداية 2017 وحتى يناير 2021 حوالي 3000 اعتداء على الفلسطينيين ومملكاتهم ومزروعاتهم في الضفة الغربية، انطلق جزء كبير منها من المستوطنات والبؤر التي تعد معقلا لشباب التلال. وحتى نهاية عام 2020، تمكّن شبيبة التلال من إقامة 170 بؤرة استيطانية، إلا أنَّ بعضا من هذه المحاولات تفشلها مقاومة الفلسطينيين وأصحاب الأراضي، مثل بؤرة «عادي عاد» المقامة على أراضي قرية المغيّر، و«ديرخ هأفوت» المقامة على أراضي قرية الخضر، وبؤرة «أحياه» على أراضي قرية جالود.

## دعم مؤسساتي
تتلقى نشاطات شباب التلال دعما من عدة مؤسسات استيطانية، منها منظّمة «أمانا»، وهي الذراع الاستيطانيّ لحركة غوش ايمونيم، التي تساهم مثلاً من خلال توفير مواد ومعدات البناء في البؤر. كما حظيت نشاطات الحركة بتمويل من مجالس المستوطنات الإقليمية للمستوطنات، وقد عبّر عن ذلك بوضوح الرئيس التنفيذي لـ «أمانا» زئيف حيفر مؤخراً بقوله:
فيما يتعلق بنهب الأراضي الفلسطينية وتشجيع الترحيل، فإنَّ هذه المزارع [البؤر الاستيطانية الزراعية] أكثر كفاءةً من البناء في المستوطنات
كما يوفر جيش الاحتلال الحماية لهذه البؤرات، وقد وافقت سلطات الاحتلال إلى الآن على شرعنة 15 بؤرة أقامتها حركة شباب التلال، وهناك 35 بؤرة أخرى قيد البحث لشرعنتها، وتشير أرقام موقع منظمة ييش دين الحقوقية إلى إغلاق الشرطة الإسرائيلية 91% الملفات الناتجة عن تبليغات جنائية ضد المستوطنين الذين يعتدون على فلسطينيين.